# Thomas Henzinger
Thomas A. Henzinger (* 8. Dezember 1962 in Linz) ist ein österreichischer Informatiker. Er war bis Ende 2022 erster Präsident des Institute of Science and Technology Austria (ISTA).

## Leben
Henzinger schloss im Juli 1987 sein Informatik-Studium an der Johannes Kepler Universität Linz ab, nachdem er 1986 einen M.S.-Grad an der Universität Delaware erworben hatte. 1991 promovierte er an der Stanford University.
Nach einem Aufenthalt an der Universität Grenoble war er 1992–1996 Assistant Professor an der Cornell University. 1996–2005 war er an der UC Berkeley und stieg dort bis zum Full Professor auf. 1999–2000 war er Direktor am Max-Planck-Institut für Informatik in Saarbrücken.
Von 2004 bis 2009 war er Professor für Computer and Communication Sciences an der EPFL in Lausanne (Schweiz) und von 2004 bis 2011 Adjunct Professor for Electrical Engineering and Computer Sciences an der University of California, Berkeley, USA.
Im Dezember 2008 wurde er zum ersten Präsidenten des Institute of Science and Technology Austria berufen. Er trat diesen Posten am 1. September 2009 an. Ende November 2020 wurde er vom Kuratorium des ISTA für eine vierte vierjährige Amtszeit ab dem 1. September 2021 als Präsident des Instituts wiedergewählt. Im Februar 2022 wurde Martin Hetzer zu seinem Nachfolger als Präsident des ISTA ab dem 1. Jänner 2023 bestellt.
Im Dezember 2022 wurde er zum Mitglied des Scientific Councils, dem wissenschaftlichen Rat des Europäischen Forschungsrats (European Research Council, ERC) für vier Jahre ab Anfang 2023 ernannt.
Thomas Henzinger ist mit Monika Henzinger verheiratet und hat drei Kinder.

## Preise und Auszeichnungen
Henzinger wurden unter anderem folgende Preise/Ehrungen verliehen:
- Mitglied der Deutschen Akademie der Naturforscher Leopoldina (2005)[9]
- Fellow von ACM und IEEE (2006)
- Mitglied der Academia Europaea (2006)
- ERC Advanced Grant (2010)
- Mitglied der Österreichischen Akademie der Wissenschaften (2011)
- Ehrendoktorat der Universität Joseph Fourier Grenoble I (2012)
- Wittgenstein-Preis (2012)
- Fellow der American Association for the Advancement of Science (2013)[10]
- Milner Award der Royal Society (2015)[11][12]
- EATCS Award (2019)
- Ehrenring der Stadt Klosterneuburg (2019)
- Mitglied der American Academy of Arts and Sciences (2020)
- Mitglied der National Academy of Sciences (2020)
- Österreichisches Ehrenkreuz für Wissenschaft und Kunst I. Klasse (2022)[13]
- Auswärtiges Mitglied der Royal Society (2024)